# Cotton-Genesis

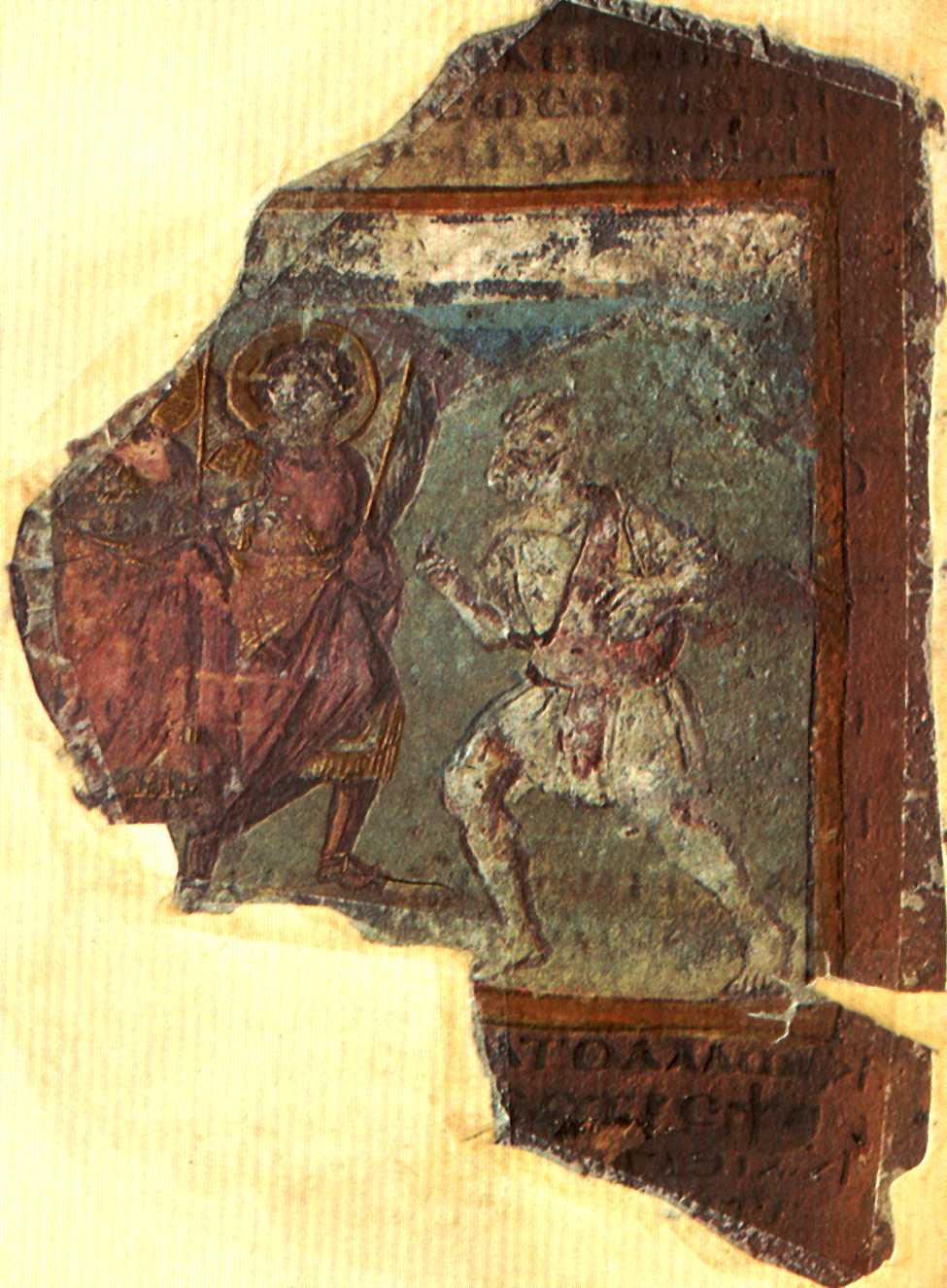
Abraham und die Engel

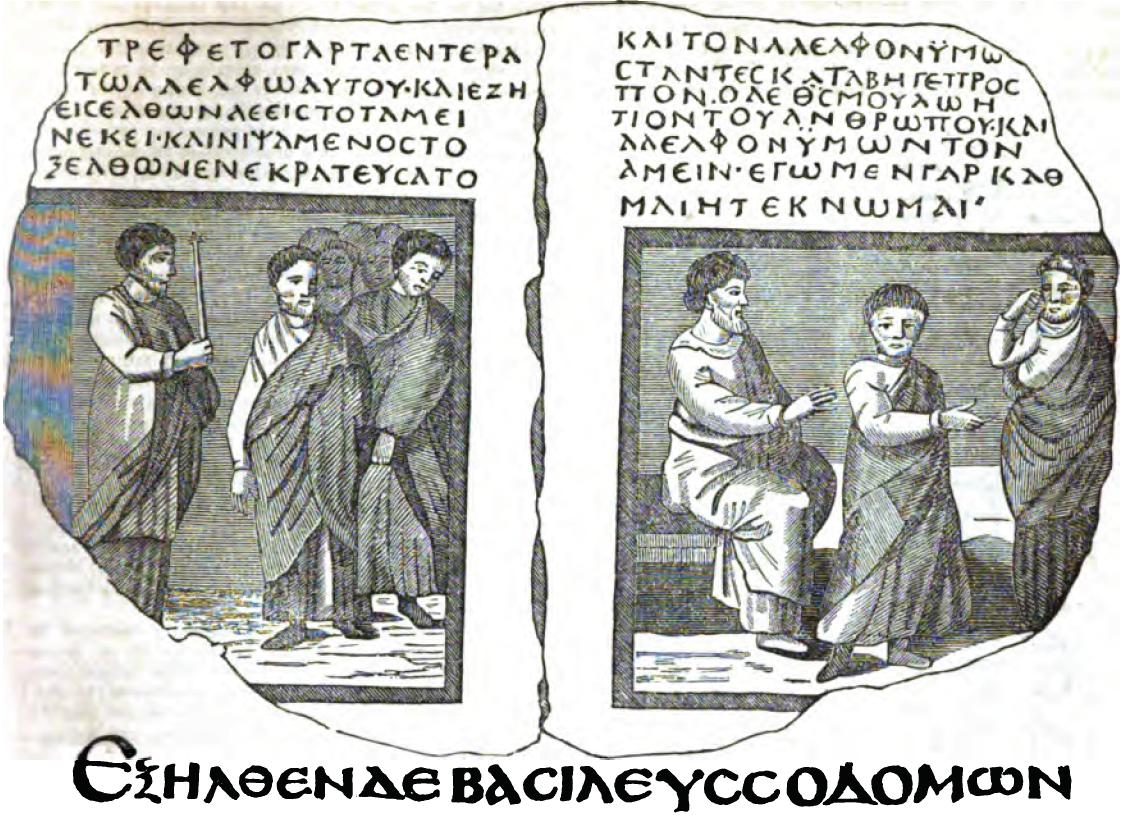
Joseph und seine Brüder, Reproduktion 1831

Der Codex Cottonianus oder Cotton-Genesis (D nach Rahlfs) ist das Fragment einer Handschrift in griechischer Sprache wahrscheinlich aus dem 5. Jahrhundert. Es enthält Teile des Buches Genesis aus dem Alten Testament. Heute sind noch 150 verkohlte Fragmente von 165 Vellumblättern erhalten. Sie waren ursprünglich 22 cm × 27 cm groß und einspaltig mit 27–30 Zeilen in Unzialen beschrieben. Es sind einige farbige Miniaturen im antiken illusionistischen Stil erhalten.
Die Handschrift wurde wahrscheinlich im 5. Jahrhundert in Alexandria angefertigt. Im 16. Jahrhundert brachten sie zwei griechische Bischöfe aus Philippi zu König Heinrich VIII. nach England. Im 17. Jahrhundert erwarb sie Robert Bruce Cotton und gab sie in die von ihm gegründete Sammlung. Es wurden Kopien einiger Seiten mit Miniaturen angefertigt. 1731 wurde die Handschrift bei einem Brand schwer beschädigt und reduziert. Die meisten Blätter befinden sich heute in der British Library in London, einige andere im Baptist College in Bristol und in der Bodleian Library in Oxford. Die Kopien des 17. Jahrhunderts sind in der Bibliothèque nationale in Paris.
Um 1220 entstanden im Narthex des Markusdoms in Venedig einige Fresken mit großer Ähnlichkeit zu Miniaturdarstellungen im Codex. Möglicherweise waren diese als Vorlagen nach der lateinischen Eroberung Konstantinopels 1204 mit Kreuzfahrern nach Venedig gekommen.

## Text
- Konstantin von Tischendorf: Monumenta sacra inedita. Nova collectio. II. Leipzig 1857 (online).
- F. W. Gotch: Supplement to Tischendorf's Reliquiae cod. Cotton. London 1881 (Ergänzungen).